# Alan Tabern
Alan Tabern (St. Helens (Merseyside), 23 september 1966), is een Engels darter. Hij stapte in 2005 over van de British Darts Organisation (BDO) naar de Professional Darts Corporation (PDC).

## Carrière
Als linkshandige speler maakte Tabern zijn debuut op het Ladbrokes World Darts Championship in 2005. Tijdens dit toernooi verraste hij door in de eerste ronde Alex Roy uit te schakelen. In de tweede ronde verloor hij zelf van Mark Dudbridge. Twee jaar later bereikte Tabern de kwartfinale van hetzelfde toernooi, maar deze wedstrijd verloor hij met 5-0 van latere winnaar Raymond van Barneveld. In 2008 versloeg hij Per Laursen en Andy Jenkins, waarna hij Phil Taylor tegenkwam en wederom verloor. In hetzelfde jaar zorgde Tabern voor een grote verrassing, door Van Barneveld met 8-4 te verslaan in de tweede ronde van de Las Vegas Desert Classic. Ook nog in 2008 behaalde hij de kwartfinale van het World Matchplay, onder andere door een overwinning op John Part. Tijdens dit toernooi gebruikte hij voor het eerst zijn nieuwe pijlen. Door zijn goede prestaties daarvoor tekende hij een contract met Red Dragon Darts.
In augustus 2008 won Tabern het Peach Tree Open in Atlanta. In de finale versloeg hij Andy Hamilton met 3-1. Een maand later won hij meteen nog een toernooi in Wales, waarna hij voor het eerst in zijn loopbaan in de top tien van de Order of Merit van de PDC stond.

## Resultaten op Wereldkampioenschappen

### PDC
- 2006: Laatste 32 (verloren van Mark Dudbridge met 0-4)
- 2007: Kwartfinale (verloren van Raymond van Barneveld met 0-5)
- 2008: Laatste 16 (verloren van Phil Taylor met 3-4)
- 2009: Laatste 32 (verloren van Co Stompé met 1-4)
- 2010: Laatste 32 (verloren van Mark Dudbridge met 3-4)
- 2011: Laatste 32 (verloren van Mark Walsh met 3-4)
- 2012: Laatste 32 (verloren van Paul Nicholson met 0-4)
- 2019: Laatste 64 (verloren van Michael van Gerwen met 1-3)

## Resultaten op de World Matchplay
- 2006: Laatste 32 (verloren van Dennis Priestley met 7-10)
- 2007: Laatste 32 (verloren van Terry Jenkins met 5-10)
- 2008: Kwartfinale (verloren van Dennis Priestley met 14-16)
- 2009: Laatste 16 (verloren van Ronnie Baxter met 14-16)
- 2010: Laatste 16 (verloren van Raymond van Barneveld met 5-13)
- 2011: Laatste 32 (verloren van Vincent van der Voort met 7-10)

## Persoonlijk
Tabern is supporter van Liverpool FC en St. Helens RLFC. Hij houdt ook van films en heeft gezegd dat hij soms liever naar een film kijkt, dan dat hij dart. Hij is bevriend met Gary Welding, een andere darter uit St. Helens. Zijn zoon, Alan Tabern Jr., dart ook.